# Produktionssätt
Produktionssätt (tyska: Produktionsweise) är ett begrepp inom marxism, och marxistisk ekonomikritik. Begreppet har flera olika innebörder i olika marxistiska traditioner. I Förordet till 'Till kritiken av den politiska ekonomin' skriver Marx 'Det materiella livets produktionssätt är bestämmande för den sociala, politiska och andliga livsprocessen överhuvudtaget.' Sättet produktionen av materiella förnödenheter sker på är alltså viktigt för andra samhällsföreteelser, såsom politik och idéer.
Ibland används produktionssätt (bland annat inom Althusser-skolan) synonymt med samhällsformation. Begreppet har då en betydligt vidare innebörd och kan ses som en sammanfattning av samhället i stort.

## Olika sorters produktionssätt/samhällsformationer
Marx beskrev att det förekommit, och förekommer, flera olika sorters produktionssätt i världen. Han valde därför att skilja på olika stadier i människans utveckling.
- Urkommunismen

Urkommunismen kallade han det samhällsstadium som förekom under människans förhistoria. Här fanns egendomsgemenskap och det var ett klasslöst samhälle inom stammen. Däremot var arbetet inte socialiserat, behövdes det en stenyxa gjorde man sin egen eller man tillverkade något som behövdes inom stammen.

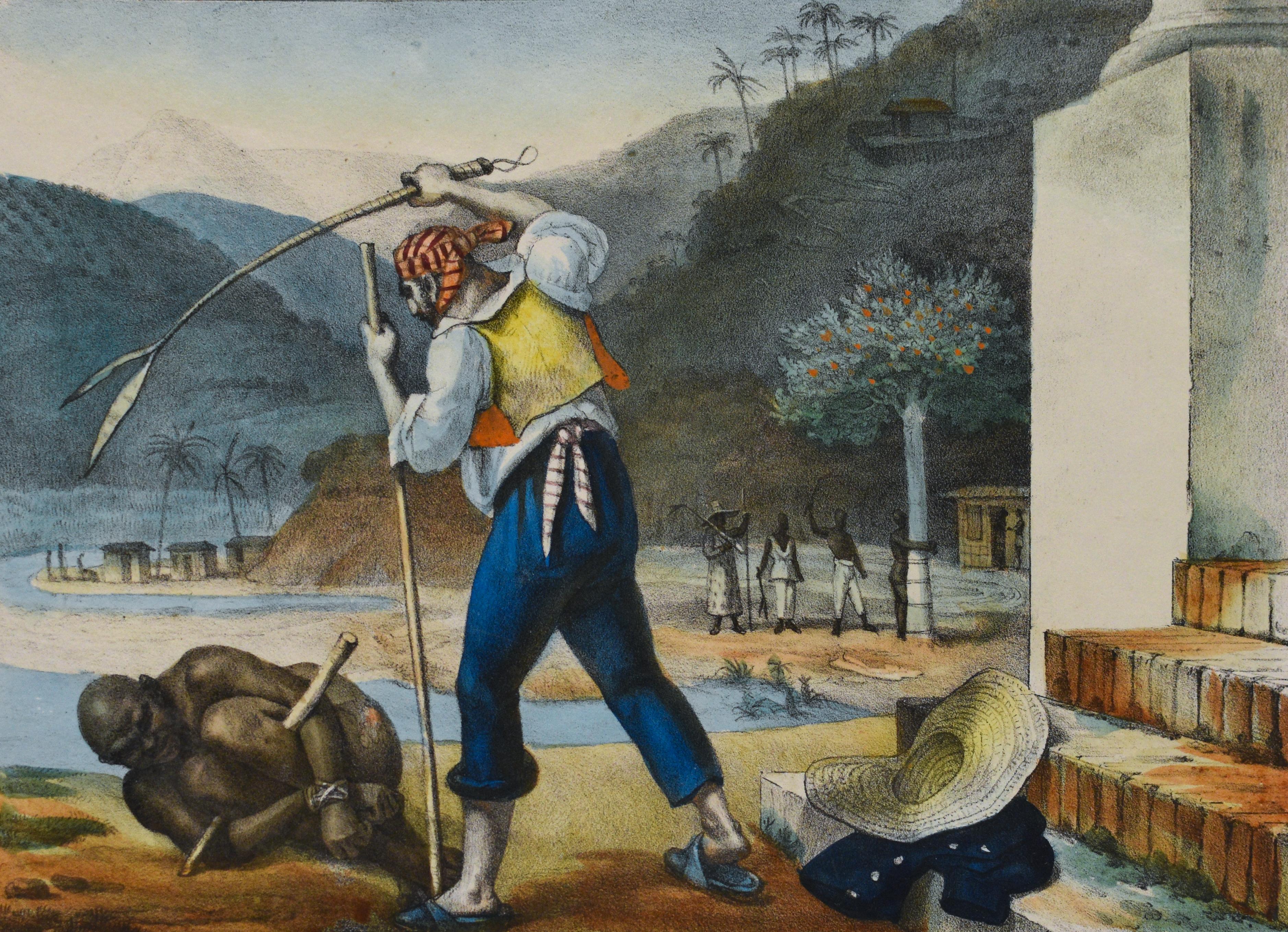
Slaveri i Brasilien, så som avbildat av Jean-Baptiste Debret

- Det asiatiska produktionssättet

Det asiatiska produktionssättet kännetecknas av att produktionen sker inom ramen för bygemenskapen. Produktionen är primitiv och ger ett väldigt litet överskott. Detta överskott går till staten, vars ledare är både kung och religiös ledare. I exempelvis det gamla Egypten och Inka-riket anses kungen till och med ha gudomliga egenskaper.
- Det antika samhället (slaveri)

Fria män styrde och ställde, medan slavar arbetade inom jordbruket. Bland de fria männen och bland slavarna fanns det olika sociologiska skillnader och det var olika reglerat hur länge en slav kunde vara en slav. I vissa fall blev även barnen slavar, i vissa fall inte. I Rom kunde den som undgick att bli dömd till döden "undgå" sitt straff genom att "bara" vara slav i resten av hela sitt liv.
- Feodalismen
- Det borgerliga samhället (kapitalism)
- Det associerade samhället[källa behövs] (socialism eller kommunism)Urinvånare använder en primitiv plog för att göra ett fält redo för odling nära Mission San Diego de Alcalá. Ritad av A.B. Dodge.

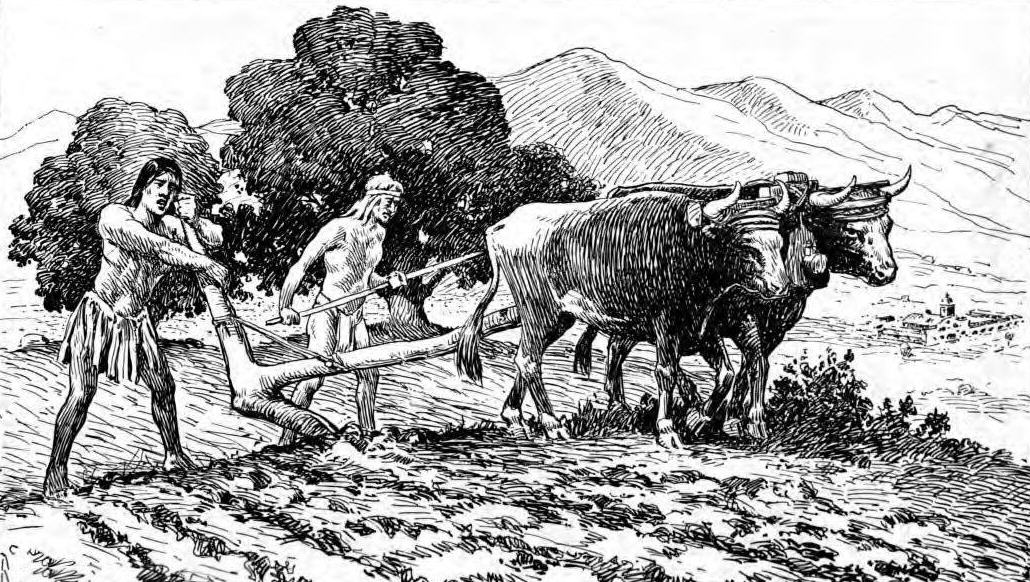
Urinvånare använder en primitiv plog för att göra ett fält redo för odling nära Mission San Diego de Alcalá. Ritad av A.B. Dodge.